# شون ناکامورا
شون ناکامورا (ژاپنی: 中村 駿؛ زادهٔ ۲۴ فوریهٔ ۱۹۹۴) یک بازیکن فوتبال اهل ژاپن است.
از باشگاه‌هایی که در آن بازی کرده‌است می‌توان به باشگاه فوتبال تسپاکوستاسو گونما، باشگاه فوتبال مونتدیو یاماگاتا و باشگاه فوتبال شونان بلمار اشاره کرد.